# Menhir von Derenburg

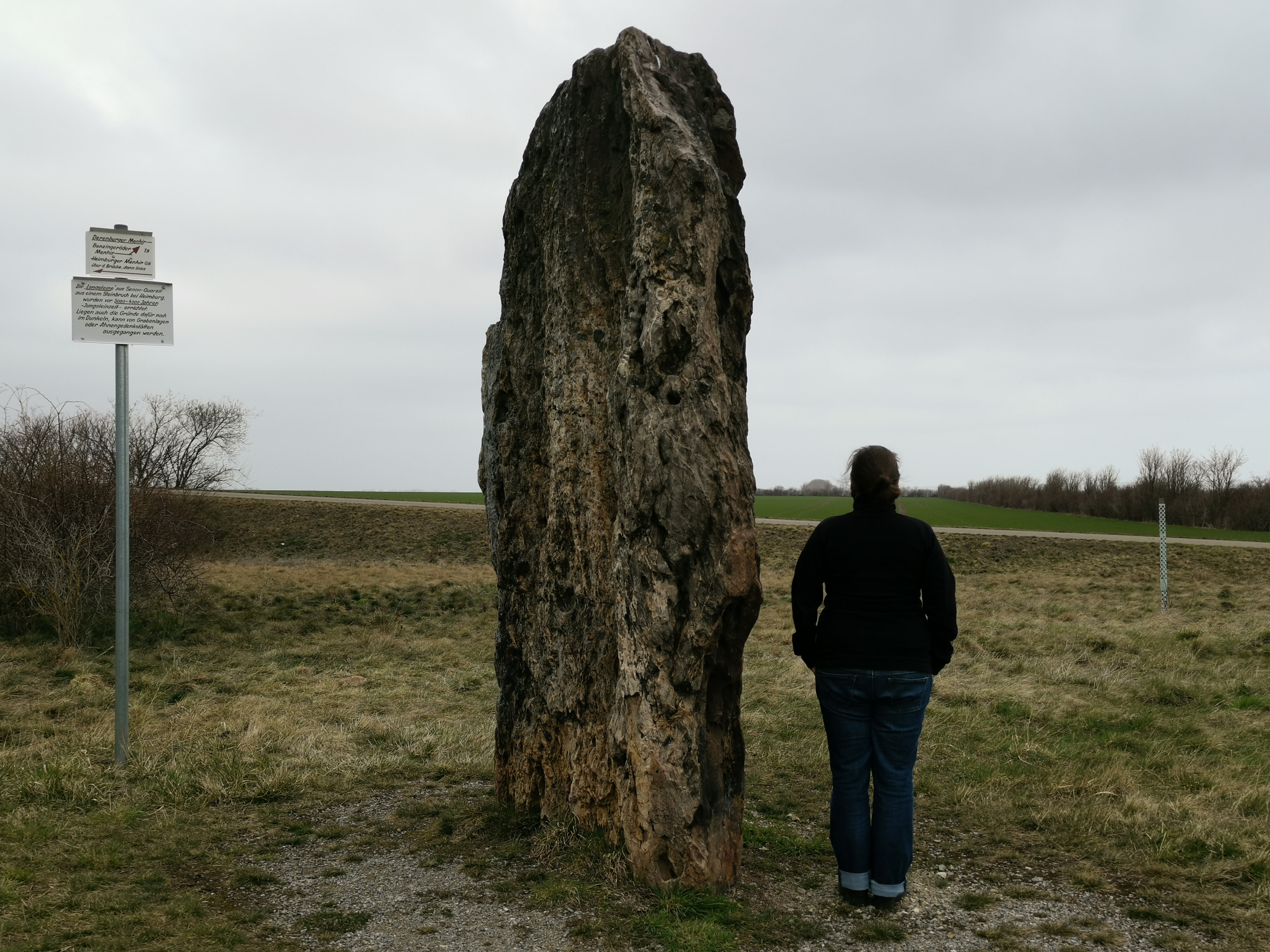
Seitansicht des Menhirs und Größenvergleich

Der Menhir von Derenburg (auch Hünenstein, Hunnenstein oder Hünengrab genannt) ist ein Menhir in Stadt Derenburg, einem Ortsteil von Blankenburg (Harz) im Landkreis Harz in Sachsen-Anhalt.

## Lage und Beschreibung
Der Menhir befindet sich etwa 4 km südlich von Derenburg an der südwestlichen Gemeindegrenze. Unmittelbar südlich verlaufen der Heilbach und die Bundesstraße 6. In der Nähe und vom Derenburger Menhir aus sichtbar befinden sich zwei weitere Steine: 150 m südlich steht der Menhir von Heimburg und 1,1 km westnordwestlich der Menhir von Benzingerode. An seinen heutigen Standort gelangte der Menhir erst 1866, ursprünglich stammte er wohl von einem nahe gelegenen Acker, die genaue Fundstelle ist aber unbekannt. Bei Waldtraut Schrickels Aufnahme in den 1950er Jahren stand der Stein schräg. 2003 musste er mit Baumstämmen abgestützt werden, nachdem ihn der Heilbach bei einem Hochwasser unterspült hatte. 2004 wurde der Menhir wieder aufgerichtet.
Der Menhir besteht aus senonischem Quarzit; das nächste Vorkommen befindet sich in etwa 1,5 km Entfernung bei Heimburg. Seine Höhe beträgt 290 cm, die Breite 195 cm und die Tiefe 75 cm. Der Stein ist plattenförmig und stark verwittert. Auf einer Schmalseite weist er einen Absatz auf, der dem Stein das Aussehen einer Hand verleiht.
Funde aus der Umgebung des Steins stammen von der Bandkeramik, der Salzmünder Kultur, der Walternienburger Kultur, der Bernburger Kultur, der Aunjetitzer Kultur und aus der Eisenzeit.

## Der Menhir in regionalen Sagen
Nach einer Sage handelt es sich bei dem Menhir um den Grabstein eines im Kampf gefallenen heidnischen Helden.